# Batu-Khan (Roman)
Batu-Khan (russisch: Батый; Baty) ist ein historischer Roman von Wassili Jan aus dem Jahr 1942. Thema ist der Feldzug von Batu Khan in den 1230er Jahren. Das Buch bildet den Mittelteil einer Trilogie, die mit Dschingis Khan beginnt und mit Zum letzten Meer endet.

## Aufbau
Das Buch besteht aus acht Teilen, die sich wiederum in 123 meist kurze Kapitel gliedern. Manchen Kapiteln sind Zitate aus historischen Aufzeichnungen oder literarischen Werken vorangestellt.

## Inhalt
Batu Khan, ein Enkel Dschingis Khans, wird trotz der Intrigen und Mordanschläge seiner Verwandten, darunter seines Cousin Güyük Khan, Heerführer mongolischer und tatarischer Truppen. Die riesige Armee sammelt sich in Sygnak (im heutigen Kasachstan), zieht Richtung Westen und erobert große Teile der Rus. Zum engsten Kreis des Befehlshabers gehören sein ehemaliger Lehrer, der Derwisch Hadschi Rachim, sowie der erfahrene Heerführer Subudai Bahadur. Beide sind die einzigen, die Einfluss auf den Khan haben und von denen er auch Widerspruch duldet. Auch die sieben Frauen Batu Khans sowie mehrere Schamanen gehören zum Tross.
Die Eroberungen werden dem Khan dadurch erleichtert, dass einzelne russische Herrscher untereinander uneinig sind und sich gegenseitig Hilfe verweigern. So kommt es zur Zerstörung von Rjasan und weiterer Städte. Tausende Einwohner sterben, unter ihnen auch Jewpati Kolowrat und Juri II. Das Heer vergewaltigt Frauen und nimmt Gefangene, die grausam behandelt werden und bei den Eroberungen helfen müssen. Aus den Reihen der Bevölkerung, insbesondere der Bauern, formieren sich aber Freischartruppen (russisch: Старoнники, Storonniki), um Überraschungsangriffe auszuführen. Eine kleine Gruppe wehrt sich derart hartnäckig, dass Batu Khan die letzten Überlebenden nach ihrer Festnahme durch seine Truppen begnadigt und jedem ein Ehrenzeichen, eine Paizsa, verleihen lässt, die ihnen Immunität gegenüber den Mongolen garantiert. Ebenfalls begnadigt er den alten Aponiza, Diener und ehemaligen Lehrer von Feodor, dem Sohn des Rjasaner Fürsten. Der junge Adlige ist Leiter einer Delegation an Batu Khan, die selbiger aber demütigt und anschließend töten lässt. Aponiza verteidigt den Leichnam seines Herrn derart vehement, dass der mongolische Heerführer zutiefst beeindruckt ist und ihm das Leben schenkt.
In die Handlung verwoben sind auch die persönlichen Schicksale einzelner Personen aus der jeweiligen Bevölkerung. So meldet sich der alte und etwas wunderliche Sygnaker Nasar Kjarisek als Freiwilliger und wird tatsächlich für Nebenaufgaben angenommen. Seine vier älteren Söhne treten ebenfalls in die Armee ein, wobei einer von ihnen später wegen einem Disziplinarverstoß hingerichtet wird. Mussuk, der jüngste Sohn Nasars, stößt hingegen zufällig zu den Truppen. Er war von zu Hause weggelaufen, nachdem Juldus Hatun, die Pflegetochter der Familie, in die er verliebt ist, als Braut verkauft wurde. Fast tot wird er in der Steppe von Subudais Sohn Arapscha aufgenommen und zeichnet sich später in der Armee durch seinen Mut aus. Während des Feldzugs erkennt er in Batu Khans siebenter Ehefrau die geliebte Juldus wieder. Sie können dem Herrscher mit der Hilfe von Hadschi Rachim, der Juldus kennt, einreden, sie seinen Geschwister, um so seine Eifersucht zu zügeln. Juldus steht beim Khan in höchster Gunst, was seine ersten Frauen erzürnt, zumal sie das Mädchen aufgrund ihrer einfachen Herkunft und bescheidenen Wesens wegen verachten.
Ein weiteres Augenmerk liegt auf den Bewohnern von Perunow Bor, einem abgelegenen russischen Weiler in einem Wald. Die Männer ziehen ebenfalls in den Kampf, die Zurückbleibenden werden hingegen kurz darauf von den Mongolen überfallen und getötet oder gefangen genommen.
Vereinzelt kommt es auch zu gewaltfreien Zusammentreffen zwischen Vertretern beider Völker. So rettet die aus Perunow Bor stammende und von den Mongolen entführte Witwe Opalenicha dem fast erfrorenen Arapscha aus Mitleid das Leben und gewinnt dadurch Subudais Achtung. Diese Gefühle steigern sich noch, seine Annäherungsversuche werden aber von einem Angriff russischer Truppen unterbrochen, den Opalenicha und ihre Pflegetochter Weschnjanka zur Flucht nutzen. Der ebenfalls aus Perunow Bor stammende Toropka erhält wiederum nach einer Schlacht heimlich medizinische Hilfe von Hadschi Rachim, dem das Morden zuwider ist. Außerdem bedient sich Batu Khan des hinterhältigen russischen Fürsten Gleb als Dolmetscher, der dafür im Gegenzug einen Posten als Statthalter einfordert. Der Kahn hält sich aber nicht an seine Zusage und jagt den Kollaborateur nach dem Ende des Feldzuges davon. Zu einer Kooperation kommt es auch mit einzelnen orthodoxen Geistlichen, da Batu Khan die Kleriker und ihre Sakralbauten in den meisten Fällen schont, um nicht himmlische Mächte gegen sich aufzubringen.
Nachdem die Mongolen während des Krieges unter dem für sie ungewohnten harten Winter leiden, wird eine Fortsetzung des Feldzuges durch den einsetzenden Frühling unmöglich, da Wege aufgrund der Schneeschmelze unpassierbar sind und Gewässer über die Ufer treten. Das dezimierte und in Teilen unzufriedene Heer tritt den Rückzug an, wobei viele Krieger ihre Beute aufgrund der unwirtlichen Umgebung und der Entkräftung ihrer Pferde zurücklassen müssen.

## Ausgaben
Das Werk erschien im Original erstmals 1942 in der Sowjetunion und wurde bis in die Gegenwart mehrmals wieder in Russisch aufgelegt.
Die deutschsprachige Erstveröffentlichung besorgte 1953 der Gustav Kiepenheuer Verlag in Weimar unter dem Titel Batu-Khan. Historischer Roman aus dem dreizehnten Jahrhundert. Bis 1989 erschienen dort zehn weitere Auflagen, außerdem gaben der Verlag Kultur und Fortschritt 1964 und der Insel Verlag 1980 jeweils Ausgaben heraus. 1993 veröffentlichte der Kiepenheuer Verlag alle drei Bände der Trilogie unter dem Titel Mongolen. Roman einer Weltherrschaft, 1995 erschien beim Aufbau Verlag mit Die Eroberer eine weitere Kollektion der Romane.